# Auf dem Acker

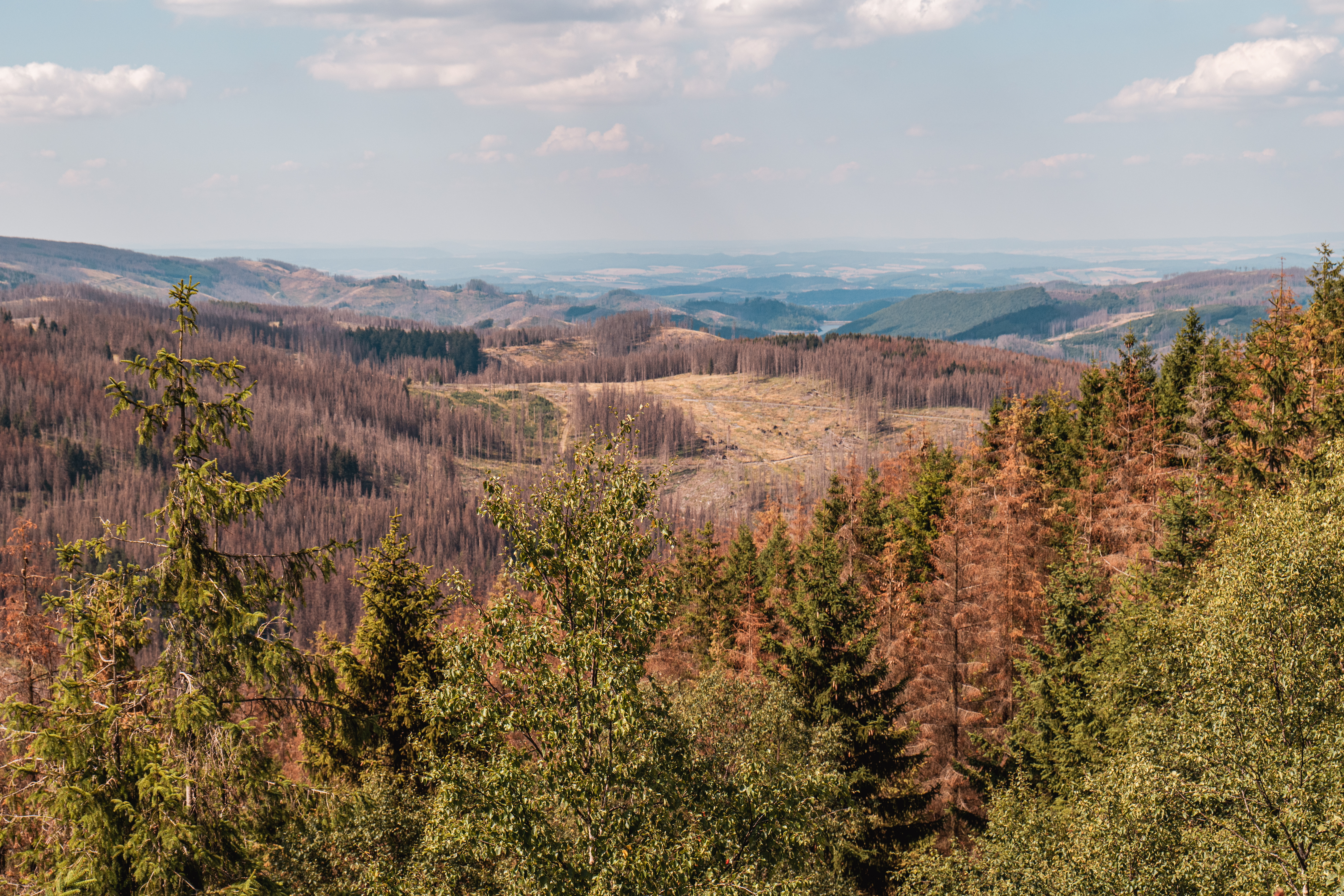
Blick von den Hammersteinklippen

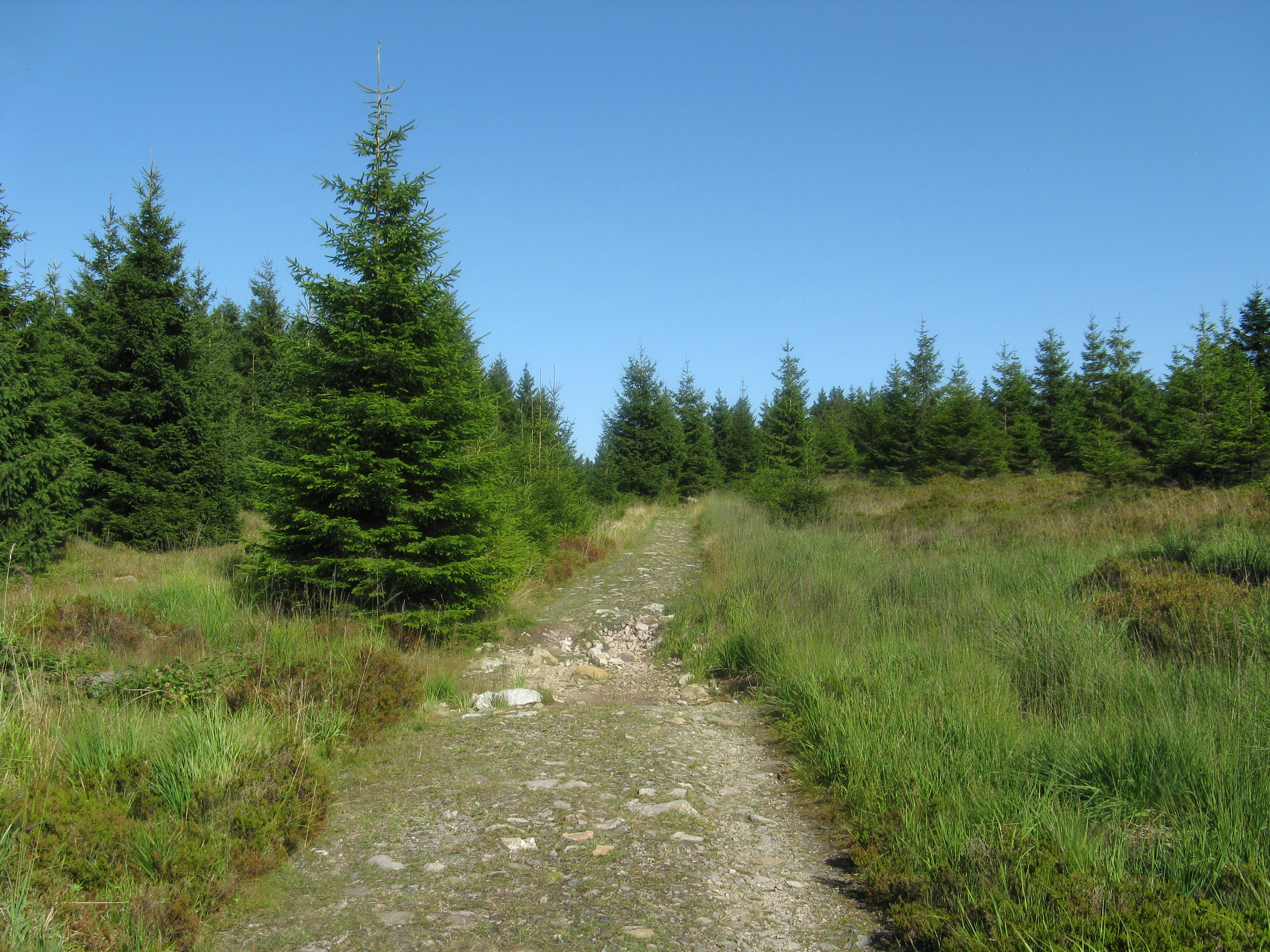
Der Reitstieg auf dem Acker

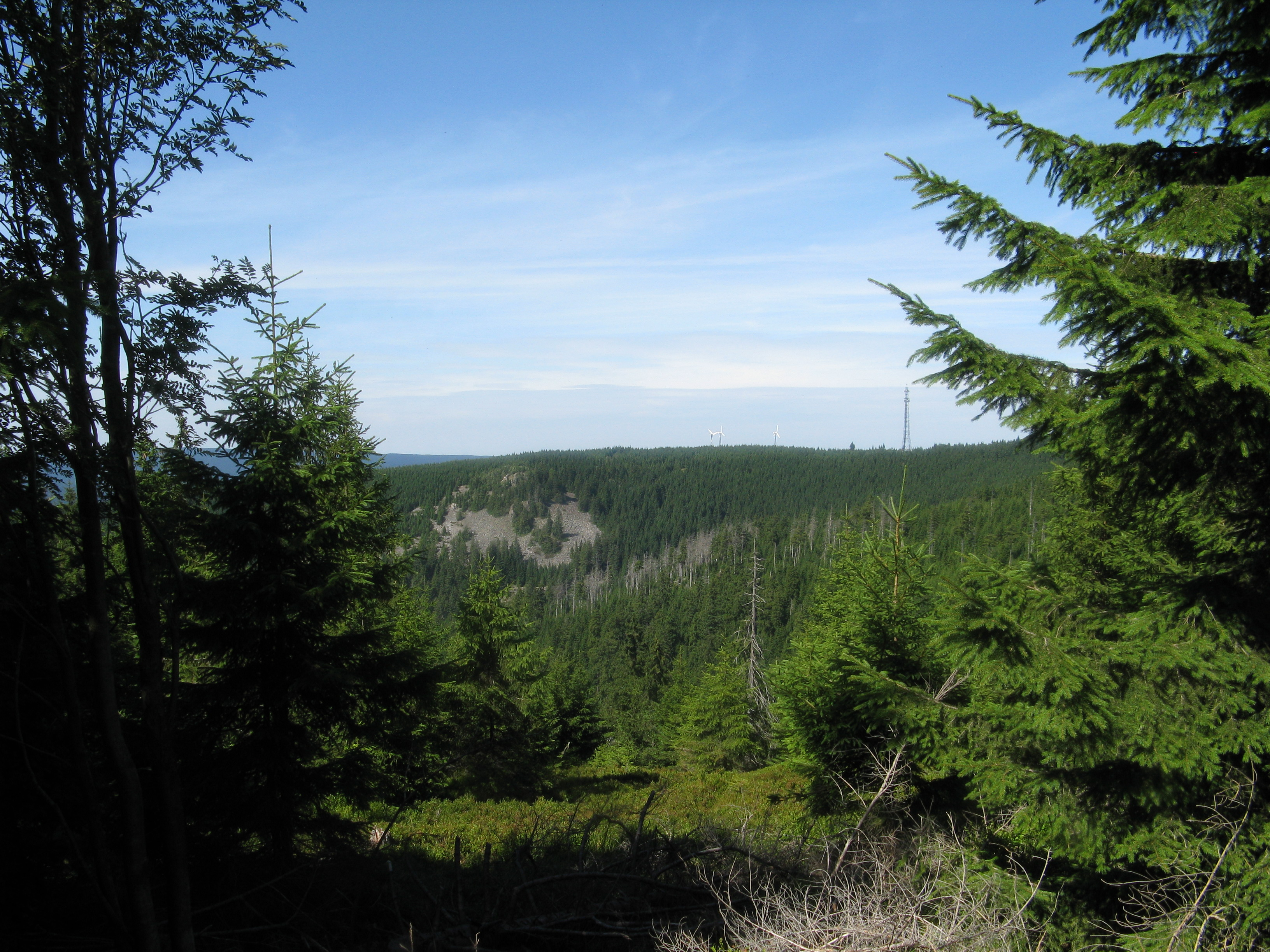
Blick vom Reitstieg nach Norden zum Fernmeldeturm an der Stieglitzecke; mittig links die Hammersteinklippen

Auf dem Acker (auch die Kurzform Acker ist gebräuchlich) im gemeindefreien Gebiet Harz des niedersächsischen Landkreises Göttingen ist ein maximal 865,1 m ü. NHN hoher Bergrücken des Oberharzes im Mittelgebirge Harz.

## Herkunft des Namens
An verschiedenen Stellen wird behauptet, der Name Acker leite sich vom mittelhochdeutschen Agger mit der Bedeutung Kamm oder Wall ab. Hierfür fehlt aber bislang eine fundierte Quellenangabe. Andererseits ist Agger ein lateinisches Wort und bedeutet Erddamm oder Erdwall, siehe Agger (Befestigung).

## Geographische Lage
Der Gebirgskamm Auf dem Acker liegt im Oberharz. Seine Hochlagen befinden sich im Nationalpark Harz und der Großteil seiner Flanken im Naturpark Harz. Er beginnt südwestlich des Bruchbergs bei Stieglitzecke (806,5 m) an der Bundesstraße 242 und zieht sich von dort ungefähr 13 km in südwestlicher Richtung hin, wobei er auf den ersten 6 km durchgehend mehr als 800 m Höhe erreicht. Die äußersten Südwestausläufer gehen bei Osterode am Harz in das Harzvorland über. Zusammen mit dem Bruchberg bildet der Acker das Acker-Bruchberg-Massiv.
Nordwestlich des Bergrückens liegt das Tal der Söse mit der Sösetalsperre sowie die Orte Riefensbeek und Kamschlacken. Südlich des Bergrückens liegen die Orte Lonau und Sieber. Etwa auf der Mitte des Bergrückens steht auf etwa 811 m Höhe die Bergbaude Hanskühnenburg.

## Nationalpark und Natur
Die Acker-Teile, die im Nationalpark Harz liegen, dürfen nur auf ausgewiesenen Wegen betreten werden. Zwischen der Hanskühnenburg und Stieglitzecke bestehen Teile des Kammbereichs aus Hochmoor. Dieses Hochmoor wurde durch Abtorfung und Entwässerungsmaßnahmen weitgehend zerstört. Torfabbau wurde noch bis 1970 betrieben. Der durch das Moor führende Fastweg wurde Mitte der 1990er Jahre kurz nach Gründung des Nationalparks zum Schutz der Natur gesperrt.

## Geologie
Der Höhenzug besteht größtenteils aus Acker-Bruchberg-Quarzit.

## Klippen und Felsen

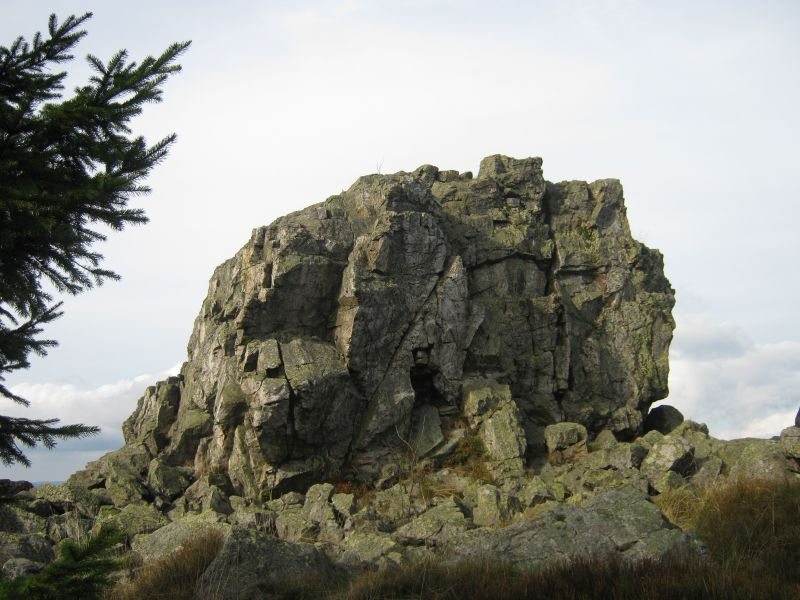
Hanskühnenburgklippe

Auf dem Acker gibt es viele Klippen und Felsen. Die folgende Auflistung enthält eine alphabetisch sortierte Klippen- und Felsauswahl – mit Höhe in Meter (m) über Normalhöhennull (NHN) und geographischer Lage (⊙):
- Goldenkerklippe (max. ca. 840 m) (⊙)
- Hammersteinklippen (max. ca. 780 m) (⊙)
- Hanskühnenburgfelsen (bei ca. 815 m), auf dem Kamm an der Hanskühnenburg (⊙)
- Hanskühnenburgklippe (bei ca. 818 m), auf dem Kamm nahe der Hanskühnenburg (⊙)
- Kanapeeklippe (max. ca. 750 m) (⊙)
- Mönchskappenklippe (max. ca. 680 m) (⊙)
- Seilerklippe (bei ca. 760 m), auf dem Kamm, 1 km östlich des Haspelkopfs (⊙)
- Sösestein (max. ca. 730 m) (⊙)
- Sophienklippe (max. ca. 650 m), unterhalb des Haspelkopfs (⊙)
- Spießerklippe (max. ca. 640 m), unterhalb des Haspelkopfs (⊙)
- Stollenklippe (max. ca. 690 m) (⊙)

## Wandern
Am nordöstlichen Ende des Höhenzuges steht bei Stieglitzecke die Schutzhütte Magdeburger Hütte und ein großer Parkplatz. Von dort führen zwei Wanderwege auf den Acker, die im Artikel Hanskühnenburg näher beschrieben sind. Von der Hanskühnenburg führt der Fastweg „Nasser Weg“ in südwestlicher Richtung auf dem Kamm entlang in Richtung Osterode. Da der Kamm hier nur spärlich mit Heidelbeeren und kleinwüchsigen Fichten bewachsen ist, gibt es viele Aussichtspunkte mit weitem Blick über den Harz und ins Harzvorland. Eine Etappe des Harzer Baudensteigs führt von Lerbach über den Acker nach Sieber.
Auf dem oder am Acker stehen eine Bergbaude, eine Köte und zwei Schutzhütten, von denen drei in das System der Stempelstellen der Harzer Wandernadel einbezogen sind – mit Höhe in Meter (m) über Normalhöhennull (NHN) und geographischer Lage (⊙; aufsteigend sortiert nach Stempelstellen-Nummern):
- Köte am Schindelkopf (ca. 550 m;[4] ⊙; Stempelstelle Nr. 143[4])
- Bergbaude Hanskühnenburg (ca. 811 m;[1] ⊙; Stempelstelle Nr. 144[5])
- Morgenbrodtshütte am Großen Wehr (ca. 604 m;[1] ⊙; Stempelstelle Nr. 146[6])
- Schutzhütte Waidmannsruhe (ca. 700 bis 710 m;[1] ⊙)